# Nitroamină

Structura generală a unei nitroamine

Nitroaminele sunt compuși organici ce conțin o grupă nitro legată direct de o grupă amină. Astfel, formula generală se poate scrie R1-(R2-)N–NO2. Primul și cel mai simplu reprezentant al clasei, unde R1 = R2 = H, este nitramida, H2N–NO2.